# Bony wird verhaftet
Bony wird verhaftet, in der britisch-australischen Ursprungsfassung: Death of a Swagman, ist ein Kriminalroman des australischen Schriftstellers Arthur W. Upfield und der neunte, in dem er den Detektiv „Bony“ ermitteln lässt.

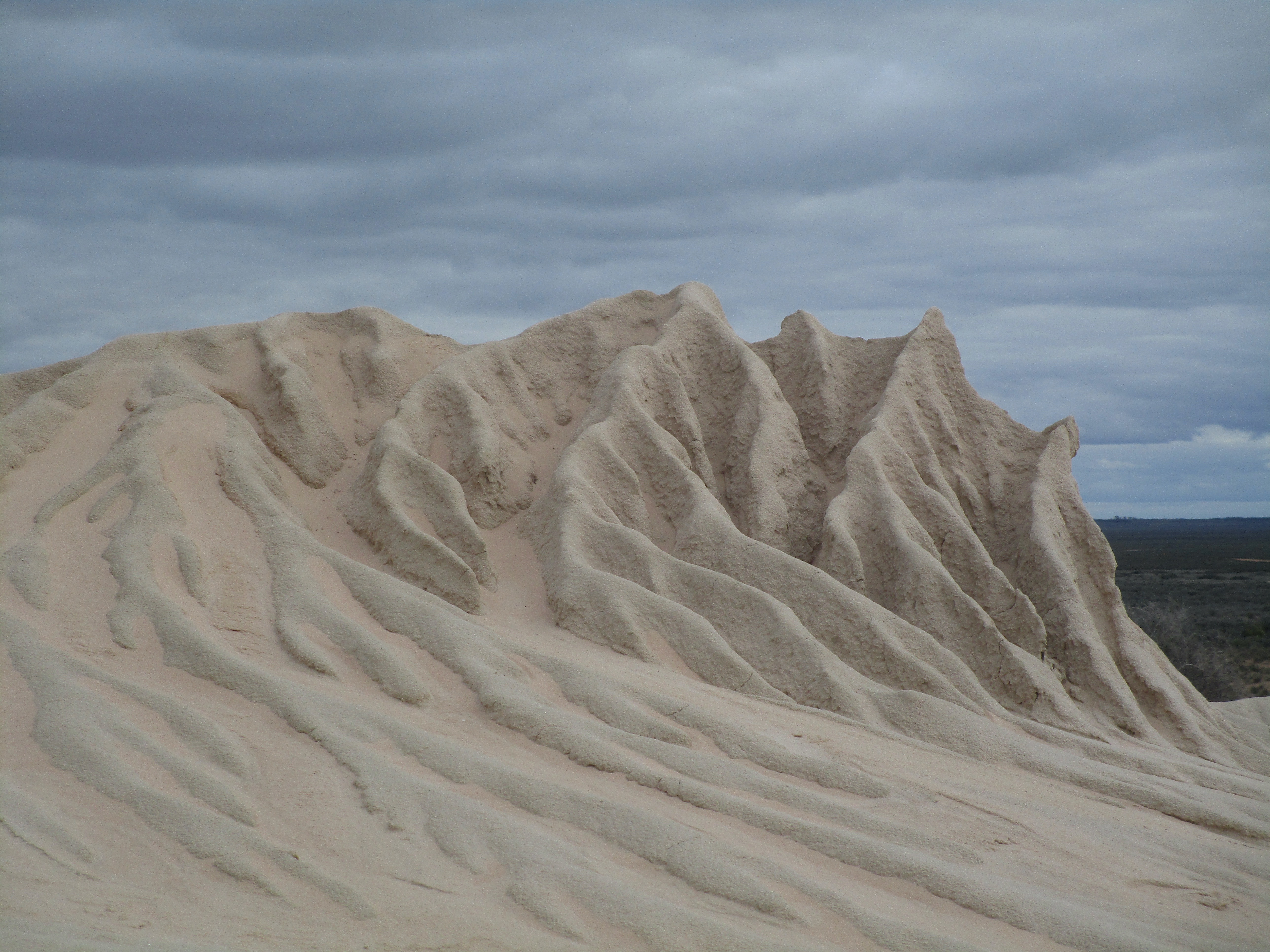
Walls of China im Mungo-Nationalpark

## Kontexte
Die Handlung legt der Autor in den Westen des australischen Bundesstaats New South Wales, in einen Ort Merino, der aber fiktiv ist. Der Ort hat etwa 80 Einwohner und ist das Zentrum eines großen Einzugsgebiets. Als nächstgelegene Stadt wird Mildura erwähnt, die allerdings schon in Victoria liegt, gleichwohl holt Bony von dort in einer kritischen Situation polizeiliche Verstärkung. Als nächster Bahnhof wird der von Ivanhoe genannt. Die beschriebenen „Walls of China“, gewaltige Dünen, in deren Nähe „Merino“ liegen soll, existieren tatsächlich und befinden sich etwa 100 km nordöstlich von Mildura im heutigen Mungo-Nationalpark.
Die Geschichte spielt wohl im Jahr 1944, den Zweiten Weltkrieg erwähnt Upfield aber mit keinem Wort.

## Personen

### Ermittler
Bony erscheint in Merino als Wanderarbeiter und übernachtet auf einer Bank vor dem örtlichen Hotel, wo ihn der örtliche Polizeichef, Sergeant Marshall, findet und wegen „Landstreicherei“ und Widerstand gegen Vollstreckungsbeamte verhaftet – er braucht aber eigentlich nur jemanden, der den Zaun der Polizeistation neu streicht. Bony, der unter dem Pseudonym „Robert Burns“ auftritt, lässt sich darauf ein und zu 10 Tagen Gefängnis verurteilen – eine hervorragende Ausgangsposition, unerkannt mit den Ermittlungen zu beginnen.

### Die anderen
Die 8-jährige Tochter von Sergeant Marshall, Florence, die sich aber lieber Rose Marie nennt, findet den Gefangenen Robert Burns sehr sympathisch und die beiden schließen Freundschaft. Bony merkt bald, dass Florence / Rose Marie außerordentlich gut über allen Dorfklatsch und alle Ereignisse unterrichtet ist, sich darüber Gedanken macht, aber nicht alles erzählt. Sonst ist der Ort von allerlei kuriosen Figuren bewohnt, darunter einem scheinheiligen und faulen Pfarrer, einem Dorfschmied, der zugleich der örtliche Bestattungsunternehmer und Magistrate ist, dessen etwas seltsamen Sohn, der aber gut mit Kindern kann, der Handarbeitslehrerin Mrs. Leylan, für die sich Frank Lawton Stanley, ein Wanderprediger, interessiert, dem Ladeninhaber Watson, der zugleich als örtlicher Korrespondent für Zeitungen arbeitet oder Dr. Malcolm Scott, dem Arzt, der praktischerweise für den Fortgang der Handlung des Romans als Hobby Biochemie betreibt und deshalb sehr nützlich ist, wenn Bony eine entsprechende Analyse braucht.

## Handlung
George Kendall, ein Wanderarbeiter, der zurzeit eine abgelegene Außenstelle der Waddle Creek Station, Sandy Flats, betreute, wird dort ermordet aufgefunden. Die eingeleiteten Ermittlungen bleiben ohne Erfolg. Als Bony in Sydney die Akte in die Hand bekommt, fällt ihm darin ein Foto auf, das an der Hütte, in der die Leiche gefunden wurde, in der „Geheimschrift“ der Landstreicher eine Warnung an andere Landstreicher zeigt: „Es wurde eine Leiche in die Hütte gebracht, damit die Polizei sie hier findet. Gefahr. Hau ab. Fass nichts an.“ Optisch sah die Nachricht wie ein Spiel von „Drei gewinnt“ aus, so dass den ursprünglich Ermittelnden nichts aufgefallen war. Während Bony ermittelt, ereignet sich ein weiterer Todesfall und es geschieht ein zweiter Mord, wobei die Leiche in derselben Hütte als „Suizid“ drapiert wird. Die Lage spitzt sich weiter zu, als Florence / Rose Marie verschwindet.

## Konstruktion
Im Gegensatz zu den vorangegangenen Romanen spielt die Kultur der Aborigines in dem Roman gar keine Rolle. Es ist ein klassischer „Who has done it“ (Wer ist der Täter?), bei dem lediglich wegen der dürftigen Spuren das Wissen und Können von Bony beim Spurenlesen eine entscheidende Rolle spielt. Das Motiv des Täters erscheint letztendlich sehr konstruiert.

## Ausgaben
- Soweit nicht anders angegeben, stammen die nachfolgenden Angaben aus dem Katalog der Australischen Nationalbibliothek.[6]
  - Francis Aldor, London 1946
  - Angus and Robertson, Sydney 1947
  - Angus and Robertson, 2. Auflage, Sydney 1962
  - Royal Blind Society of New South Wales, Burwood, N.S.W. 1963 (5 Bde. in Brailleschrift)
  - Angus and Robertson, Sydney 1964
  - Pacific Books, Sydney 1969
  - Arkon Paperbacks, Sydney 1972. ISBN 0-207-12621-6
  - F. A. Thorpe, Leicester 1975. ISBN 0-85456-374-1
  - Angus & Robertson, London, Sydney 1980
  - Angus & Robertson, London, Sydney, Melbourne 1983 (Neudruck der Ausgabe von 1980)[7]
  - Angus & Robertson, North Ryde, N.S.W. 1987. ISBN 0-207-15792-8
  - Bolinda Press, Melbourne 2000. ISBN 1-74030-098-X
  - ETT Imprint, Royal Exchange, NSW 2019. ISBN 978-1-925706-72-7
  - ETT Imprint, Royal Exchange, NSW 2020. ISBN 978-1-922384-53-9 (Online-Publikation)

- US-amerikanische Ausgaben[Anm. 4][8]
  - Doubleday, Doran & Co., New York 1945 (Veröffentlichung für den Crime Club)[Anm. 5]
  - British Book Centre, New York 1962[9]

- Deutschsprachige Ausgaben erschienen unter dem Titel Bony wird verhaftet[10]
  - Goldmann, München 1964, 1. Auflage = Goldmanns Kriminal-Romane 401
  - Goldmann, München 1964 = Goldmanns Taschen-Krimi 1281
  - Goldmann, München (2. Auflage) und Krimi-Verlag, Wollerau (Schweiz) 1974 = Goldmann-rote-Krimi 1281. ISBN 978-3-442-01281-7
  - Goldmann, München 1978, 3. Auflage = Rote Krimi 1281. ISBN 978-3-442-01281-7
  - Goldmann, München 1985, 4. Auflage = Rote Krimi 1281. ISBN 978-3-442-01281-7
  - Goldmann, München 1989, 5. Auflage = Rote Krimi 1281. ISBN 978-3-442-01281-7
  - Goldmann, München 1995, 6. Auflage = Rote Krimi 1281. ISBN 978-3-442-01281-7
  - ETT Imprint, Cabarita, NSW 2023. ISBN 978-1-923024-05-2 (Online-Publikation)[11]

- Darüber hinaus wurde das Buch ins Französische unter dem Titel Mort d'un trimardeur übertragen:
  - UGE 10–18, Paris 1993. ISBN 2-264-01762-7[12]